# Emserbrücke
Die Emserbrücke ist eine eiserne Strassenbrücke bei Reichenau GR-Tamins im Schweizer Kanton Graubünden. Sie überspannt den Rhein kurz nach dem Zusammenfluss des Vorderrheins mit dem Hinterrhein und wurde 1881 eröffnet. Das Bauwerk steht als B-Objekt (Kulturgut von regionaler Bedeutung) unter Denkmalschutz.

## Geschichte

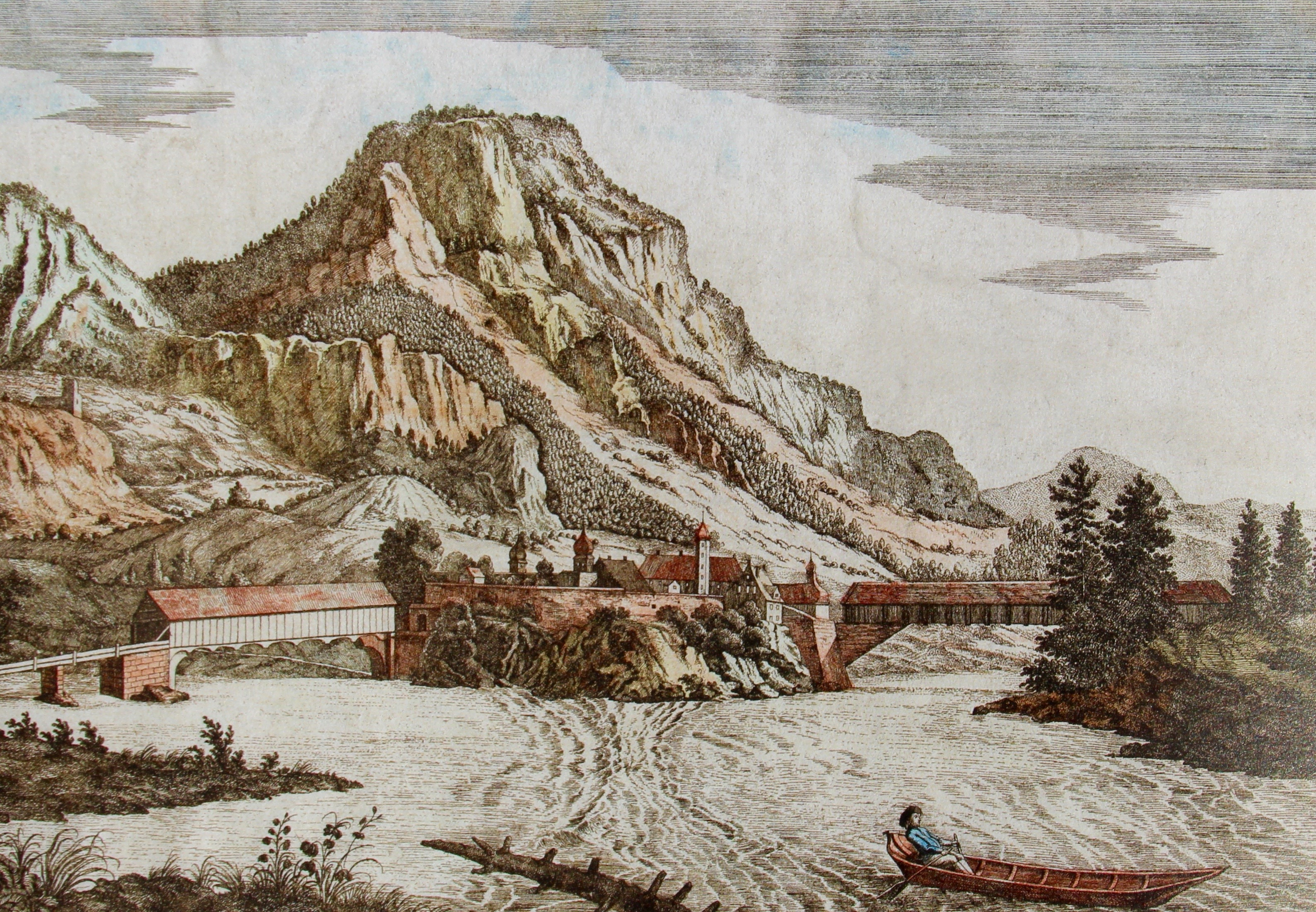
Brückenansicht der Holzbrücken

Im Jahr 1399 wurde erstmals eine Brücke über den Vorderrhein erwähnt. Im 14. Jahrhundert folgte der Bau einer Brücke über den vereinigten Rhein unterhalb des späteren Reichenauer Schlosses gegenüber dem sogenannten "Käppelistutz". Die beiden Flussüberquerungen waren Teil einer alten Wegverbindung, die das Bündner Land entlang dem Hinterrhein über den Splügen- und San-Bernardino-Pass mit der Lombardei verbindet. Ein zweiter Weg führte nach Westen, zu den Pässen Lukmanier und Oberalp.
Der Baumeister Johannes Grubenmann errichtete ab 1757 beidseitig von Reichenau je eine gedeckte Holzbrücke: Eine entstand mit etwa 35 Meter Spannweite über den Vorderrhein mit einem westlichen "Anstreb" (Steg) auf den in der Mitte des Flussbettes stehenden Felsblock. Die andere Brücke verband einen Felssporn unmittelbar vor dem Schloss Reichenau mit der anderen Flussseite durch eine Spannweite von etwa 66 Metern. Diese Brücke brannte 1799 während des Zweiten Koalitionskrieges ab. Die folgende Notbrücke wurde 1802 (vermutlich wieder an der alten Stelle bei der Kapelle) durch eine Brücke "in der Art der Haldensteiner" abgelöst. 1811 erfolgte wiederum beim Schloss der Bau einer gedeckten Brücke mit einem Mittelpfeiler. Diese wurde 1817 durch ein Hochwasser zerstört. Die nächste provisorische Brücke gab 1818 unter der Last von zwei Ochsenkarren nach. Die Fuhrleute und einer der vier Ochsen konnten sich retten.
Der Baumeister Johann Stiefenhofer errichtete 1819 abermals eine gedeckte Holzbrücke am Felssporn beim Schloss. Diese zweite pfeilerlose Brücke wurde nach rund 60 Jahren in der Nacht vom 31. Juli auf den 1. August 1880 durch ein Feuer zerstört. Unter Alexander Kuoni wurde 1880 wiederum eine Notbrücke erstellt. Seit 1881 überspannt die heute bestehende Fachwerkkonstruktion aus Schweisseisen den Rhein. Gebaut wurde sie von der Eisengiesserei- und Façonschmiede Mertin, Crétin, Borner & Cie. in Romanshorn. In den Jahren 1980 und 2014 wurden grössere Instandsetzungs- und Verstärkungsmassnahmen durchgeführt. Die Postauto-Strecke von Chur nach Flims verkehrte bis in die 1980er-Jahre über die Emserbrücke.

## Konstruktion
Die Brücke überführt eine Strasse mit einem 3 Meter breiten Fahrstreifen und zwei beidseitig angeordneten, 1,20 Meter breiten Gehwegen. Sie ist seit 2008 auf eine Maximallast von 7 Tonnen begrenzt.
In Längsrichtung hat die Brücke als statisches System den Einfeldträger mit einer Spannweite von 69,6 Meter und besteht aus vier genieteten Rautenfachwerkträgern. Die zwei Aussenträger haben eine Systemhöhe von 7 Metern und begrenzen den Verkehrsraum, während die 5,35 Meter hohen Innenträger die Fahrbahn mittragen. Fachwerkartige Querverbände, die alle 3,48 Meter angeordnet sind, verbinden die vier Hauptträger zu einem Trägerrost.
Die Fahrbahn bestand ursprünglich aus einer Schotterfüllung, die später mit einem Bitumenbelag abgedeckt wurde, und auf Zoreseisen ruhte. 1980 wurde eine 0,16 Meter dicke Leichtbetonplatte eingebaut, die 2014 durch eine orthotrope Platte ersetzt wurde.